# Ghanaur
Ghanaur är en ort i Indien.   Den ligger i distriktet Patiala och delstaten Punjab, i den norra delen av landet, 200 km norr om huvudstaden New Delhi. Ghanaur ligger 265 meter över havet och antalet invånare är 6 091.
Terrängen runt Ghanaur är mycket platt. Runt Ghanaur är det mycket tätbefolkat, med 1 095 invånare per kvadratkilometer. Närmaste större samhälle är Ambāla, 18,1 km öster om Ghanaur. Trakten runt Ghanaur består till största delen av jordbruksmark.